# C-Bool

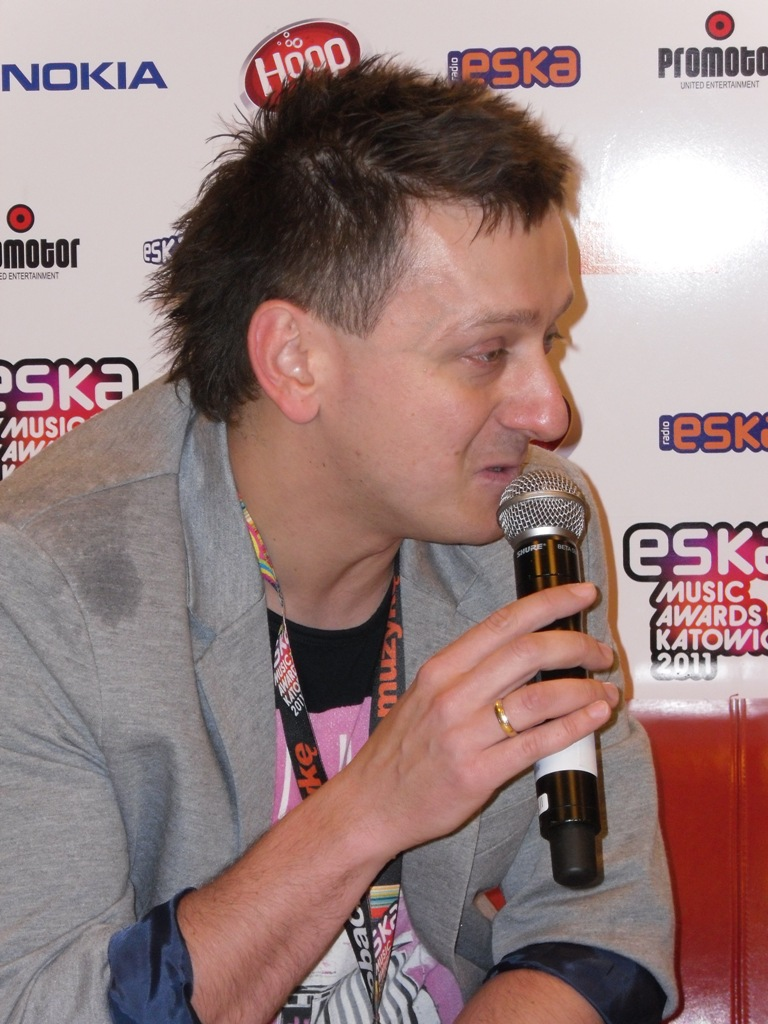
C-Bool bei den Eska Music Awards 2011

C-Bool (* 30. Mai 1981 in Pyskowice; eigentlich Grzegorz Cebula) ist ein polnischer DJ und Musikproduzent.

## Karriere
Cebulas Karriere begann 1998 als DJ in Clubs seines Heimatortes. 2002 traf er Andrzej Hołubowicz alias Base Attack, welcher ihm Verbindungen zu Plattenlabeln vermittelte. Im Jahr 2003 nahm er zwei Singles zusammen mit Marcin Fojcik alias Casteam auf. Nach dem Ende dieser Zusammenarbeit erschien seine erste eigene Single Would You Feel auf dem Label Flash Music von Flashrider. Diese wurde dank eines Remixes von Ziggy X zu einem Clubhit in Osteuropa. Die Nachfolgesingle House Baby, zu der Verano einen Remix beisteuerte, konnte diesen Erfolg noch übertreffen. In den Folgejahren produzierte er mehr oder weniger erfolgreiche Lieder. Dabei wechselte seine Musik zwischen verschiedenen Stilen der elektronischen Tanzmusik. Im Jahr 2011 erschien die Kompilation 8 Years, die fast alle seiner bis dahin veröffentlichten Lieder enthält.
Die im Jahr 2016 veröffentlichte Single Never Go Away wurde zum Hit und erreichte schließlich Mitte 2016 für zwei Wochen Platz eins in den polnischen Airplaycharts. Die Single erhielt eine diamantene Schallplatte für 100.000 verkaufte Einheiten. Die Nachfolgesingle Magic Symphony mit der vietnamesischen Sängerin Giang Pham, erschienen Ende 2016, konnte diesen Erfolg wiederholen und zum Jahreswechsel 2016/17 die Spitze der polnischen Airplay-Charts übernehmen. Dort hielt sich das Lied mit einer Unterbrechung zwei Wochen lang. Es erhielt bereits kurz darauf eine vierfache Platin-Schallplatte für 80.000 verkaufte Einheiten.

## Diskografie

### Alben
- 2011: 8 Years (Kompilation)

### Singles
| Jahr | Titel Album              | Höchstplatzierung, Gesamtwochen, AuszeichnungChartplatzierungen (Jahr, Titel, Album, Platzierungen, Wochen, Auszeichnungen, Anmerkungen) | Höchstplatzierung, Gesamtwochen, AuszeichnungChartplatzierungen (Jahr, Titel, Album, Platzierungen, Wochen, Auszeichnungen, Anmerkungen) | Höchstplatzierung, Gesamtwochen, AuszeichnungChartplatzierungen (Jahr, Titel, Album, Platzierungen, Wochen, Auszeichnungen, Anmerkungen) | Anmerkungen                                                           |
| Jahr | Titel Album              | PL | CZ | SK | Anmerkungen                                                           |
| ---- | ------------------------ | --- | --- | --- | --------------------------------------------------------------------- |
| 2016 | Never Go Away –          | PL1 Diamant · (45 Wo.)PL | — | SK95 (1 Wo.)SK | Erstveröffentlichung: 1. Januar 2016                                  |
| 2016 | Magic Symphony –         | PL1 Diamant · (36 Wo.)PL | CZ64 (14 Wo.)CZ | — | Erstveröffentlichung: 25. Oktober 2016 feat. Giang Pham               |
| 2017 | DJ Is Your Second Name – | PL3 Diamant · (59 Wo.)PL | — | — | Erstveröffentlichung: 26. April 2017 feat. Giang Pham                 |
| 2018 | Wonderland –             | PL1 ×2Doppeldiamant · (39 Wo.)PL | — | — | Erstveröffentlichung: 9. März 2018                                    |
| 2018 | Fire in My Head –        | PL4 Platin · (39 Wo.)PL | — | — | Erstveröffentlichung: 23. November 2018 feat. Cadence XYZ             |
| 2019 | La La Love –             | PL3 Platin · (28 Wo.)PL | — | — | Erstveröffentlichung: 13. September 2019 mit Skytech feat. Giang Pham |
| 2020 | Don’t Sleep Tonight –    | PL34 Gold · (7 Wo.)PL | — | — | Erstveröffentlichung: 10. Juli 2020                                   |
| 2021 | Golden Rules –           | PL6 Platin · (22 Wo.)PL | — | — | Erstveröffentlichung: 22. April 2021                                  |
| 2021 | What Can I Do –          | PL4 Platin · (22 Wo.)PL | — | — | Erstveröffentlichung: 1. Dezember 2021                                |
| 2022 | All Night –              | PL73 (4 Wo.)PL | — | — | Erstveröffentlichung: 14. Oktober 2022 mit Tribbs feat. Scott Mac     |

Weitere Singles
- 2004: Would You Feel
- 2005: House Babe / House Baby
- 2006: Got 2 Know
- 2007: What You See, What You Want
- 2008: Do It Easy
- 2008: One More Chance (feat. Rommie S)
- 2010: Body & Soul (feat. Isabelle)
- 2011: Obsession (feat. Isabelle)
- 2011: Don’t Waste the Time(mit Jo)
- 2011: Private Space(vs. Taito feat. Rommie S)
- 2011: Move Your Body (vs. Taito feat. Jo)
- 2012: Do You Know
- 2013: Change Your Life
- 2013: Body & Show (PeWeX feat. C-Bool)
- 2013: We Can’t Get Enough (feat. Ricardo Munoz)
- 2014: So Much Better (feat. Ricardo Munoz)
- 2014: I Can’t Take It (feat. DGS)
- 2015: Pit Stop
- 2015: Lepszy bit
- 2015: Crazy About Summertime (feat. Isabelle)
- 2019: Catch You (PL: ×3Dreifachplatin )

### Remixe
| Jahr | Titel Album             | Höchstplatzierung, Gesamtwochen, AuszeichnungChartplatzierungen (Jahr, Titel, Album, Platzierungen, Wochen, Auszeichnungen, Anmerkungen) | Höchstplatzierung, Gesamtwochen, AuszeichnungChartplatzierungen (Jahr, Titel, Album, Platzierungen, Wochen, Auszeichnungen, Anmerkungen) | Höchstplatzierung, Gesamtwochen, AuszeichnungChartplatzierungen (Jahr, Titel, Album, Platzierungen, Wochen, Auszeichnungen, Anmerkungen) | Anmerkungen                                                 |
| Jahr | Titel Album             | PL | CZ | SK | Anmerkungen                                                 |
| ---- | ----------------------- | --- | --- | --- | ----------------------------------------------------------- |
| 2018 | Rumors (C-Bool Remix) – | PL10 (44 Wo.)PL | — | — | Erstveröffentlichung: 19. Oktober 2018 R3hab x Sofia Carson |

Weitere Remixe
- 2004: Hyperavers – Rain (C-Bool Remix)
- 2005: MBrother – What (F*ck It) (C-Bool Remix)
- 2005: MBrother pres. Tip Top – Tell Me (C-Bool Remix)

## Auszeichnungen
- Eska Music Awards
  - 2016: Bestes Lied (Never Go Away)

## Belege
1. ↑  Biografie von C-BooL bei RMF FM (polnisch), abgerufen am 28. April 2017
2. ↑  Der polnische EDM-Star C-Bool startet in Deutschland durch - Universal Music vom 12. Juli 2016
3. 1 2  Chartquellen: PL Airplay CZ SK
4. ↑  Auszeichnungen für Musikverkäufe: PL

| Personendaten    | Personendaten                      |
| ---------------- | ---------------------------------- |
| NAME             | C-Bool                             |
| ALTERNATIVNAMEN  | Cebula, Grzegorz (wirklicher Name) |
| KURZBESCHREIBUNG | polnischer DJ und Musikproduzent   |
| GEBURTSDATUM     | 30. Mai 1981                       |
| GEBURTSORT       | Pyskowice, Polen                   |